# اچ‌ام‌اس استاکر (ال۳۵۱۵)
اچ‌ام‌اس استاکر (ال۳۵۱۵) (به انگلیسی: HMS Stalker (L3515)) یک کشتی بود که طول آن ۳۴۵٫۵۷ فوت (۱۰۵٫۳۳ متر) بود. این کشتی در سال ۱۹۴۴ ساخته شد.